# 波茲季米爾
50°21′4″N 24°19′9″E / 50.35111°N 24.31917°E

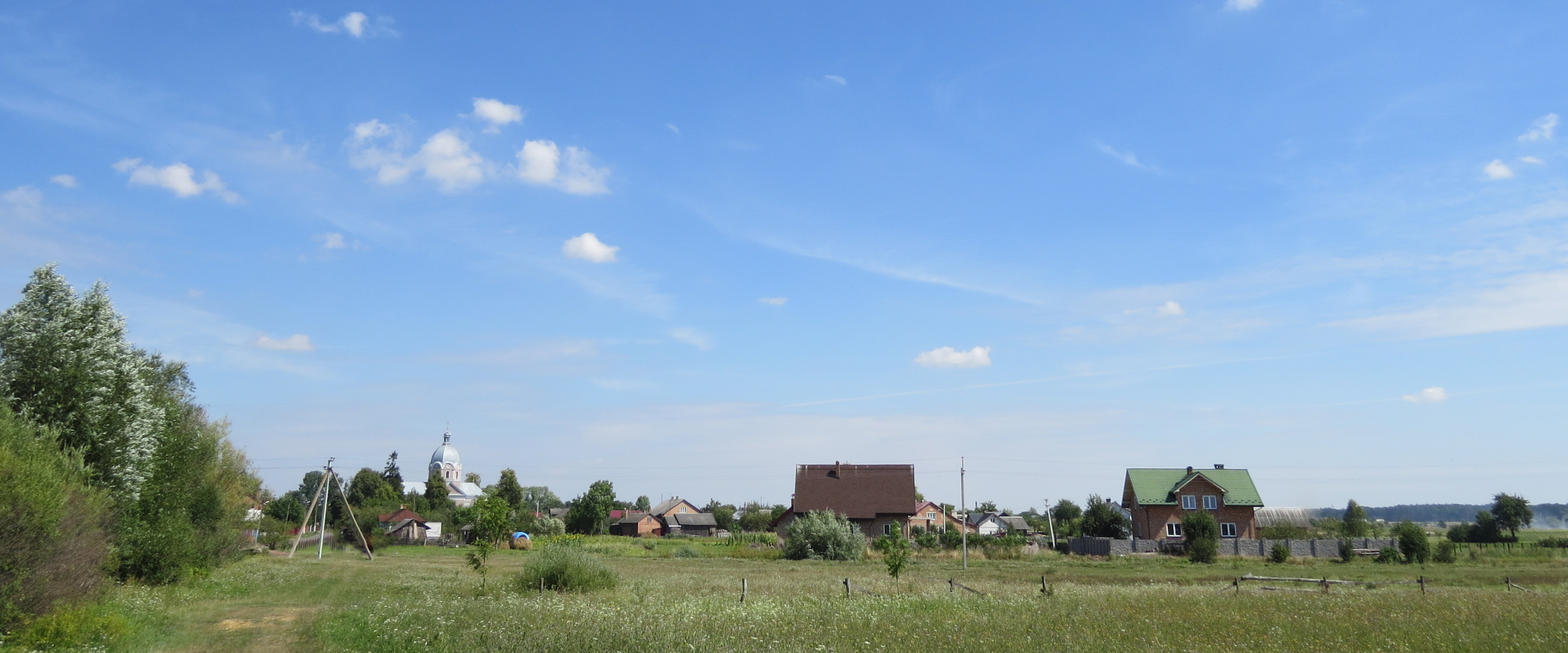

波茲季米爾（烏克蘭語：Поздимир），是烏克蘭西部的村莊，隸屬利維夫州的舍普季茨基區。該村面積1.84平方公里，海拔高度198米，2001年人口931，人口密度每平方公里507.08人。